# National Film Registry

Beeldmerk van de National Film Registry

De National Film Registry bestaat uit meerdere films die zijn geselecteerd door de National Film Preservation Board om gearchiveerd te worden in de Library of Congress, de nationale bibliotheek van de Verenigde Staten die is gevestigd in Washington D.C. De archivering en selectie van deze films is geregeld in drie wetten uit 1992, 1996 en 2005 die zijn ontwikkeld door het Amerikaans Congres.
Films die in aanmerking komen voor het archief moeten "cultureel, historisch of esthetisch opvallend" en ouder dan tien jaar zijn. De films hoeven niet avondvullend te zijn of een bioscooppremière gehad te hebben. Het archief moet een etalage zijn die een afspiegeling vormt van de diversiteit van het Amerikaanse filmerfgoed. Het archief bevat daarom zowel klassiekers als filmjournaals, stomme films, experimentele films, films in het publiek domein, amateurfilms, documentaires en onafhankelijke producties. Momenteel zijn er 600 films in de National Film Registry opgenomen.
De meest recente film in het archief is Freedom Riders uit 2010, de oudste is Newark Athlete uit 1891.
In 2011 verscheen de documentaire These Amazing Shadows, die het selectie- en conserveringsproces van de National Film Registry toont.

## Films
Onderstaande titels zijn opgenomen in het archief van de National Film Registry.

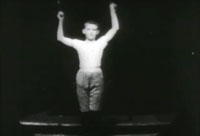
Newark Athlete (1891) is de oudste film in het register

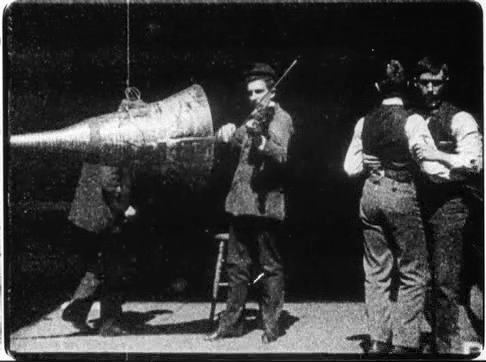
Dickson Experimental Sound Film (1894-95) is de eerste film met live opgenomen geluid

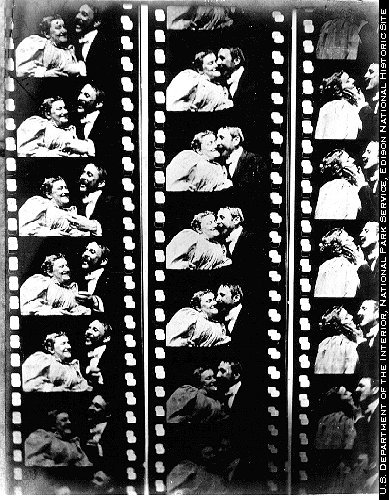
The Kiss (1896) duurt 47 seconden en was een van de eerste films die op commerciële basis aan het publiek werd vertoond

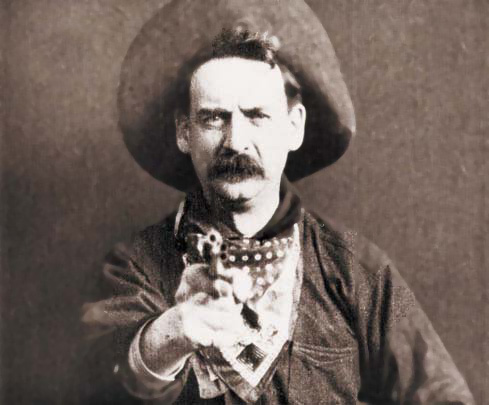
The Great Train Robbery (1903) gebruikte diverse montagetechnieken die in die tijd populair waren

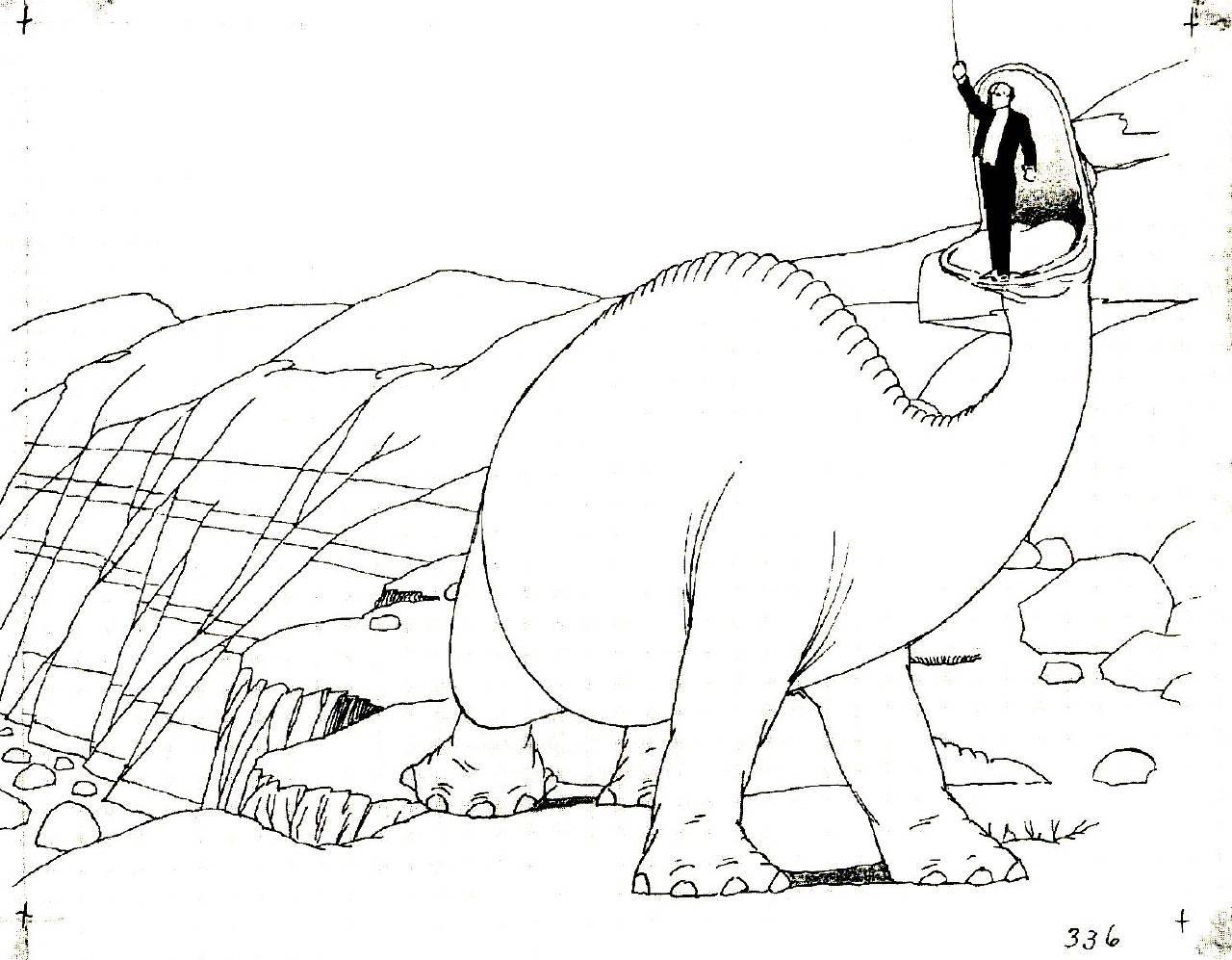
Hoewel Gertie the Dinosaur (1914) niet de eerste tekenfilm was, werd Gertie wel het eerste populaire tekenfilmpersonage

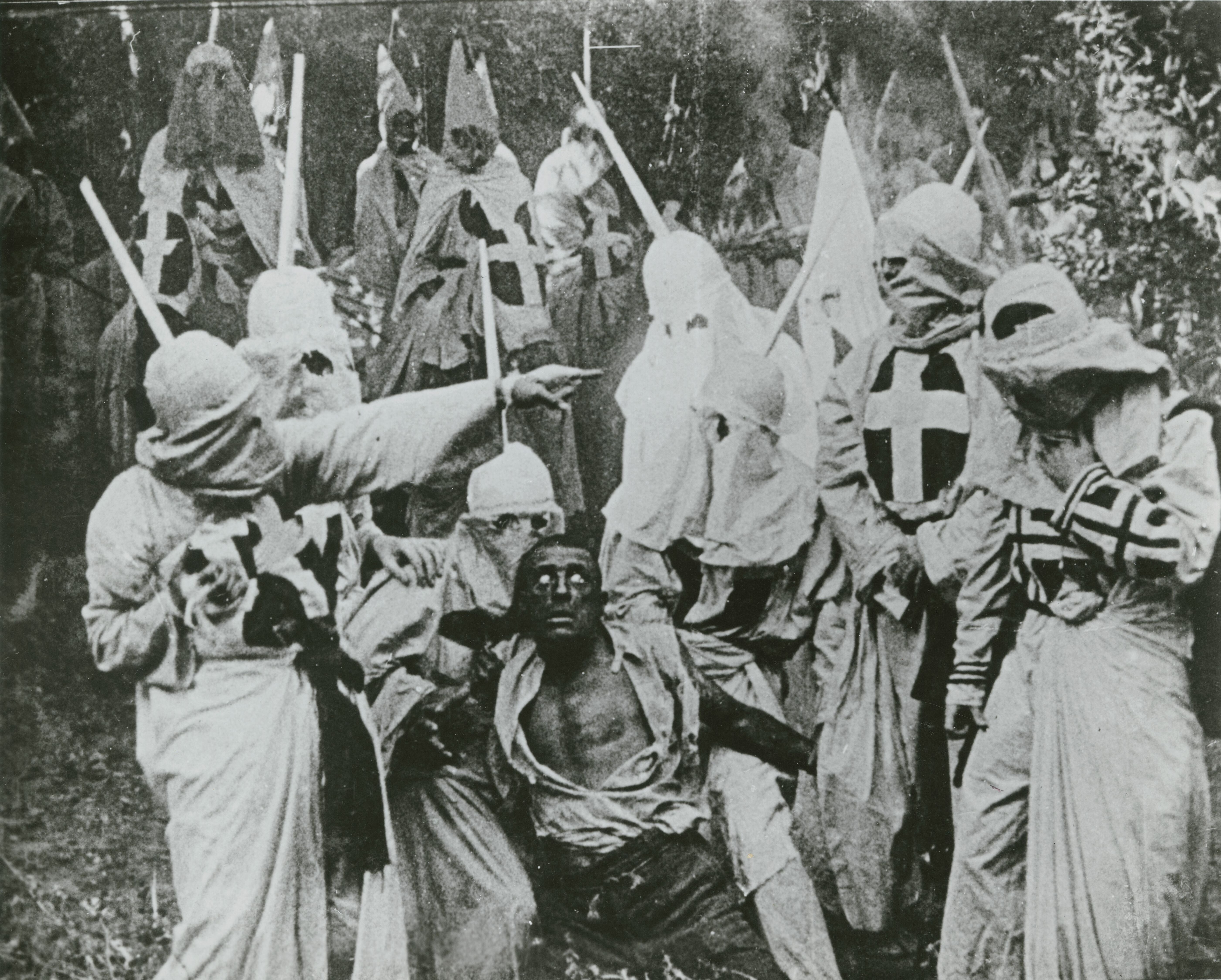
The Birth of a Nation (1915) ontwikkelde innovatieve cameratechnieken en speciale effecten en werd Hollywoods eerste blockbuster

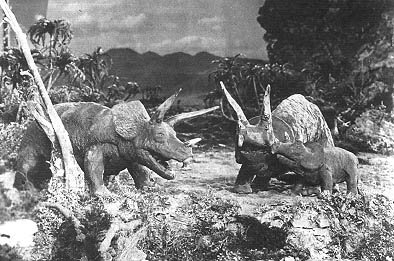
The Lost World (1925) combineerde animatie met live-actionopnamen van mensen in hetzelfde frame

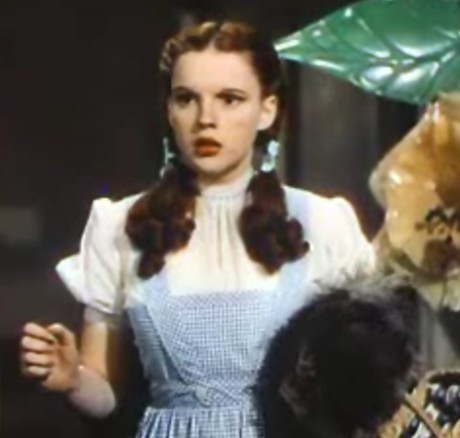
The Wizard of Oz (1939), een fantasiefilm die gebruikmaakte van Technicolor

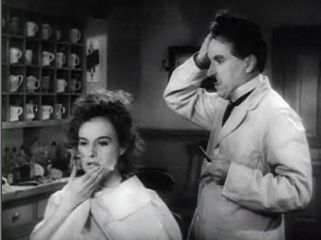
The Great Dictator (1940) was Charlie Chaplins eerste geluidsfilm na zijn periode van stomme films

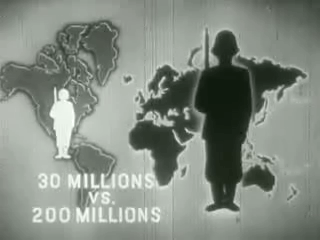
Why We Fight (1943-1945) was een serie propagandafilms die soldaten uitlegden waarom de VS betrokken was bij de Tweede Wereldoorlog

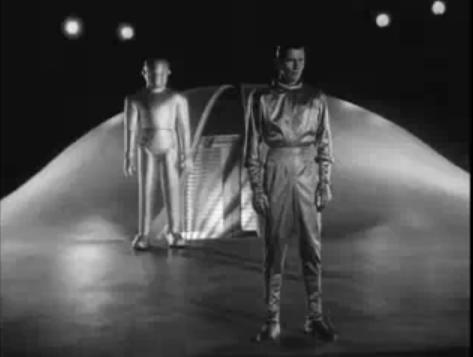
The Day the Earth Stood Still (1951) is een goed voorbeeld van een sciencefictionfilm uit de jaren vijftig

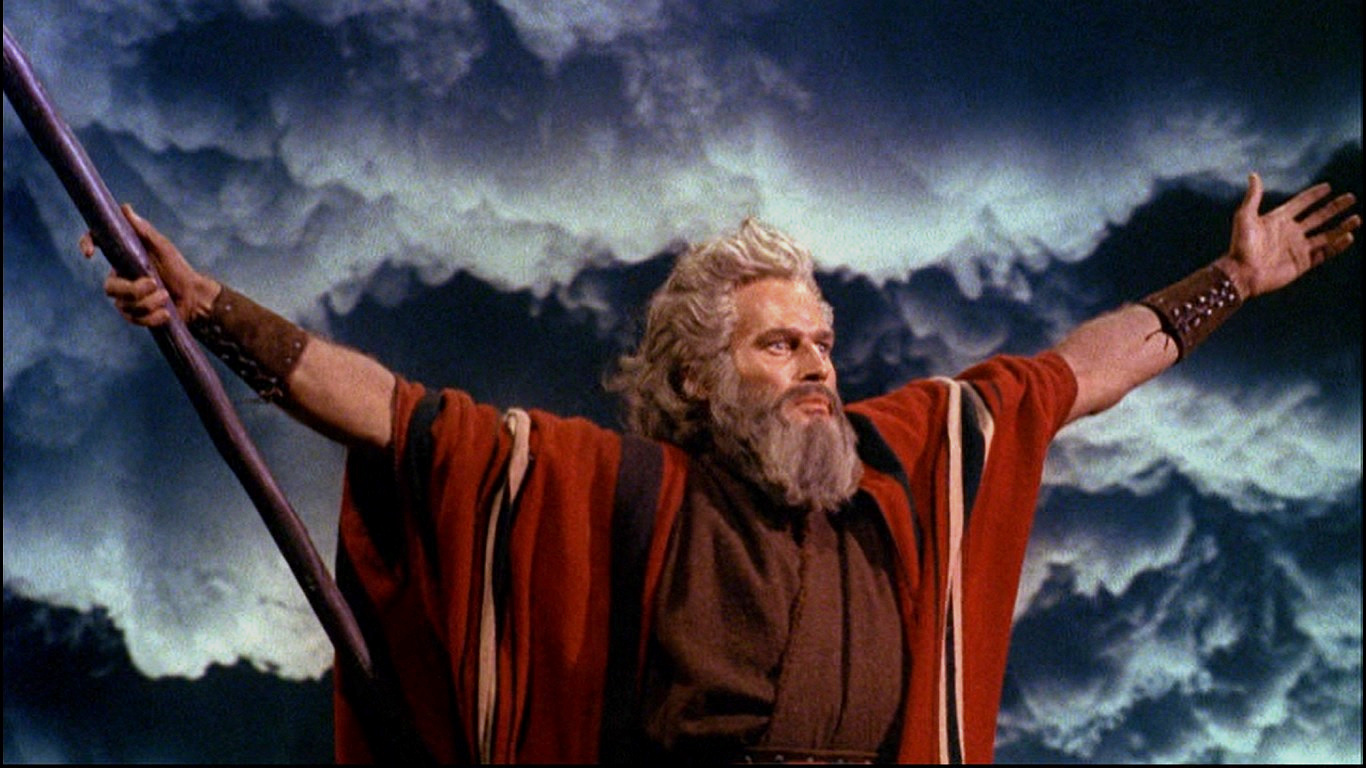
In The Ten Commandments (1956) werden verschillende visuele effecten gebruikt om de illusie te wekken dat Mozes de Rode Zee in tweeën splitst

| Titel                                                                    | Productiejaar | Archiveringsjaar |
| ------------------------------------------------------------------------ | ------------- | ---------------- |
| Freedom Riders                                                           | 2010          | 2020             |
| The Hurt Locker                                                          | 2009          | 2020             |
| Wall-E                                                                   | 2008          | 2021             |
| The Dark Knight                                                          | 2008          | 2020             |
| Mauna Kea: Temple Under Siege                                            | 2006          | 2020             |
| Brokeback Mountain                                                       | 2005          | 2018             |
| 12 Angry Men                                                             | 1957          | 2007             |
| 13 Lakes                                                                 | 2004          | 2014             |
| 2001: A Space Odyssey                                                    | 1968          | 1991             |
| 3:10 to Yuma                                                             | 1957          | 2012             |
| 42nd Street                                                              | 1933          | 1998             |
| 7th Voyage of Sinbad, The                                                | 1958          | 2008             |
| Abbott and Costello Meet Frankenstein                                    | 1948          | 2001             |
| Adam's Rib                                                               | 1949          | 1992             |
| Adventures of Robin Hood, The                                            | 1938          | 1995             |
| African Queen, The                                                       | 1951          | 1994             |
| Airplane!                                                                | 1980          | 2010             |
| Alien                                                                    | 1979          | 2002             |
| All About Eve                                                            | 1950          | 1990             |
| All My Babies                                                            | 1953          | 2002             |
| All Quiet on the Western Front                                           | 1930          | 1990             |
| All That Heaven Allows                                                   | 1955          | 1995             |
| All That Jazz                                                            | 1979          | 2001             |
| All the King's Men                                                       | 1949          | 2001             |
| All the President's Men                                                  | 1976          | 2010             |
| Allures                                                                  | 1961          | 2011             |
| America, America                                                         | 1963          | 2001             |
| American Graffiti                                                        | 1973          | 1995             |
| American in Paris, An                                                    | 1951          | 1993             |
| Anatomy of a Murder                                                      | 1959          | 2012             |
| Annie Hall                                                               | 1977          | 1992             |
| Antonia: A Portrait of the Woman                                         | 1974          | 2003             |
| Apartment, The                                                           | 1960          | 1994             |
| Apocalypse Now                                                           | 1979          | 2000             |
| Applause                                                                 | 1929          | 2006             |
| Asphalt Jungle, The                                                      | 1950          | 2008             |
| Atlantic City                                                            | 1980          | 2003             |
| Augustas, The                                                            | 1930s-1950s   | 2012             |
| Awful Truth, The                                                         | 1937          | 1996             |
| Baby Face                                                                | 1933          | 2005             |
| Bad and the Beautiful, The                                               | 1952          | 2002             |
| Back to the Future                                                       | 1985          | 2007             |
| Badlands                                                                 | 1973          | 1993             |
| Bambi                                                                    | 1942          | 2011             |
| Band Wagon, The                                                          | 1953          | 1995             |
| Bank Dick, The                                                           | 1940          | 1992             |
| Bargain, The                                                             | 1914          | 2010             |
| Battle of San Pietro, The                                                | 1945          | 1991             |
| Beeldmateriaal van de San Francisco aardbeving uit 1906                  | 1906          | 2005             |
| Beauty and the Beast                                                     | 1991          | 2002             |
| Ben-Hur                                                                  | 1925          | 1997             |
| Ben-Hur                                                                  | 1959          | 2004             |
| Best Years of Our Lives, The                                             | 1946          | 1989             |
| Big Business                                                             | 1929          | 1992             |
| Big Heat, The                                                            | 1953          | 2011             |
| Big Parade, The                                                          | 1925          | 1992             |
| Big Sleep, The                                                           | 1946          | 1997             |
| Big Trail, The                                                           | 1930          | 2006             |
| Birth of a Nation, The                                                   | 1915          | 1992             |
| Black Pirate, The                                                        | 1926          | 1993             |
| Black Stallion, The                                                      | 1979          | 2002             |
| Blacksmith Scene                                                         | 1893          | 1995             |
| Blade Runner                                                             | 1982          | 1993             |
| Blazing Saddles                                                          | 1974          | 2006             |
| Blood of Jesus, The                                                      | 1941          | 1991             |
| Blue Bird, The                                                           | 1918          | 2004             |
| Bonnie and Clyde                                                         | 1967          | 1992             |
| Born Yesterday                                                           | 1950          | 2012             |
| Boyz n the Hood                                                          | 1991          | 2002             |
| Breakfast at Tiffany's                                                   | 1961          | 2012             |
| Bride of Frankenstein                                                    | 1935          | 1998             |
| Bridge on the River Kwai, The                                            | 1957          | 1997             |
| Bringing Up Baby                                                         | 1938          | 1990             |
| Broken Blossoms or The Yellow Man and the Girl                           | 1919          | 1996             |
| Bronx Morning, A                                                         | 1931          | 2004             |
| Buffalo Creek Flood: An Act of Man, The                                  | 1975          | 2005             |
| Bullitt                                                                  | 1968          | 2007             |
| Butch Cassidy and the Sundance Kid                                       | 1969          | 2003             |
| Cabaret                                                                  | 1972          | 1995             |
| Cameraman, The                                                           | 1928          | 2005             |
| Carmen Jones                                                             | 1954          | 1992             |
| Casablanca                                                               | 1942          | 1989             |
| Castro Street                                                            | 1966          | 1992             |
| Cat People                                                               | 1942          | 1993             |
| Chan Is Missing                                                          | 1982          | 1995             |
| Cheat, The                                                               | 1915          | 1993             |
| Chechahcos, The                                                          | 1924          | 2003             |
| Chinatown                                                                | 1974          | 1991             |
| Christmas Story, A                                                       | 1983          | 2012             |
| Chulas Fronteras                                                         | 1976          | 1993             |
| Citizen Kane                                                             | 1941          | 1989             |
| City, The                                                                | 1939          | 1998             |
| City Lights                                                              | 1931          | 1991             |
| Civilization                                                             | 1916          | 1999             |
| Clash of the Wolves                                                      | 1925          | 2004             |
| Close Encounters of the Third Kind                                       | 1977          | 2007             |
| Cologne                                                                  | 1939          | 2001             |
| Commandment Keeper Church, Beaufort, South Carolina                      | 1940          | 2005             |
| Computer Animated Hand, A                                                | 1972          | 2011             |
| Conversation, The                                                        | 1974          | 1995             |
| Cool Hand Luke                                                           | 1967          | 2005             |
| Cool World, The                                                          | 1963          | 1994             |
| Cops                                                                     | 1922          | 1997             |
| Corbett-Fitzsimmons Title Fight, The                                     | 1897          | 2012             |
| Corner in Wheat, A                                                       | 1909          | 1994             |
| Court Jester, The                                                        | 1956          | 2004             |
| Crisis: Behind a Presidential Commitment                                 | 1963          | 2011             |
| Crowd, The                                                               | 1928          | 1989             |
| Cry of Jazz, The                                                         | 1959          | 2010             |
| Cry of the Children, The                                                 | 1912          | 2011             |
| Cure for Pokeritis, A                                                    | 1912          | 2011             |
| Curse of Quon Gwon, The                                                  | 1916-17       | 2006             |
| Czechoslovakia 1968                                                      | 1969          | 1997             |
| Dance, Girl, Dance                                                       | 1940          | 2007             |
| Dances with Wolves                                                       | 1990          | 2007             |
| Daughter of Shanghai                                                     | 1937          | 2006             |
| Daughters of the Dust                                                    | 1991          | 2004             |
| David Holzman's Diary                                                    | 1968          | 1991             |
| Day the Earth Stood Still, The                                           | 1951          | 1995             |
| Days of Heaven                                                           | 1978          | 2007             |
| Dead Birds                                                               | 1964          | 1998             |
| Deer Hunter, The                                                         | 1978          | 1996             |
| Deliverance                                                              | 1972          | 2008             |
| Demolishing and Building Up the Star Theatre                             | 1901          | 2002             |
| Destry Rides Again                                                       | 1939          | 1996             |
| Detour                                                                   | 1945          | 1992             |
| Dickson Experimental Sound Film                                          | 1894–95       | 2003             |
| Dirty Harry                                                              | 1971          | 2012             |
| Disneyland Dream                                                         | 1956          | 2008             |
| D.O.A.                                                                   | 1950          | 2004             |
| Do the Right Thing                                                       | 1989          | 1999             |
| Docks of New York, The                                                   | 1928          | 1999             |
| Dodsworth                                                                | 1936          | 1990             |
| Dog Day Afternoon                                                        | 1975          | 2009             |
| Dog Star Man                                                             | 1964          | 1992             |
| Dont Look Back                                                           | 1967          | 1998             |
| Double Indemnity                                                         | 1944          | 1992             |
| Dr. Strangelove or: How I Learned to Stop Worrying and Love the Bomb     | 1964          | 1989             |
| Dracula                                                                  | 1931          | 2000             |
| Drums of Winter                                                          | 1988          | 2006             |
| Duck Amuck                                                               | 1953          | 1999             |
| Duck and Cover                                                           | 1951          | 2004             |
| Duck Soup                                                                | 1933          | 1990             |
| E.T. the Extra-Terrestrial                                               | 1982          | 1994             |
| Early Abstractions                                                       | 1939-56       | 2006             |
| Easy Rider                                                               | 1969          | 1998             |
| Eaux d'artifice                                                          | 1953          | 1993             |
| Electronic Labyrinth: THX 1138 4EB                                       | 1967          | 2010             |
| El Mariachi                                                              | 1992          | 2011             |
| El Norte                                                                 | 1983          | 1995             |
| Emperor Jones, The                                                       | 1933          | 1999             |
| Empire                                                                   | 1964          | 2004             |
| Endless Summer, The                                                      | 1966          | 2002             |
| Enter the Dragon                                                         | 1973          | 2004             |
| Eraserhead                                                               | 1977          | 2004             |
| Evidence of the Film, The                                                | 1913          | 2001             |
| Exorcist, The                                                            | 1973          | 2010             |
| Exploits of Elaine, The                                                  | 1914          | 1994             |
| Exiles, The                                                              | 1961          | 2009             |
| Face in the Crowd, A                                                     | 1957          | 2008             |
| Faces                                                                    | 1968          | 2011             |
| Fake Fruit Factory                                                       | 1986          | 2011             |
| Fall of the House of Usher, The                                          | 1928          | 2000             |
| Fantasia                                                                 | 1940          | 1990             |
| Fargo                                                                    | 1996          | 2006             |
| Fast Times at Ridgemont High                                             | 1982          | 2005             |
| Fatty's Tintype Tangle                                                   | 1915          | 1995             |
| Film Portrait                                                            | 1970          | 2003             |
| Five Easy Pieces                                                         | 1970          | 2000             |
| Flash Gordon                                                             | 1936          | 1996             |
| Flesh and the Devil                                                      | 1927          | 2006             |
| Flower Drum Song                                                         | 1961          | 2008             |
| Foolish Wives                                                            | 1922          | 2008             |
| Footlight Parade                                                         | 1933          | 1992             |
| Force of Evil                                                            | 1948          | 1994             |
| Forgotten Frontier, The                                                  | 1931          | 1996             |
| Forrest Gump                                                             | 1994          | 2011             |
| Four Horsemen of the Apocalypse, The                                     | 1921          | 1995             |
| Fox Movietone News: Jenkins Orphanage Band                               | 1928          | 2003             |
| Frank Film                                                               | 1973          | 1996             |
| Frankenstein                                                             | 1931          | 1991             |
| Freaks                                                                   | 1932          | 1994             |
| Free Radicals                                                            | 1979          | 2008             |
| French Connection, The                                                   | 1971          | 2005             |
| Freshman, The                                                            | 1925          | 1990             |
| From Here to Eternity                                                    | 1953          | 2002             |
| From Stump to Ship                                                       | 1930          | 2002             |
| From the Manger to the Cross                                             | 1912          | 1998             |
| Front Page, The                                                          | 1931          | 2010             |
| Fuji                                                                     | 1974          | 2002             |
| Fury                                                                     | 1936          | 1995             |
| Garlic Is As Good As Ten Mothers                                         | 1980          | 2004             |
| General, The                                                             | 1927          | 1989             |
| George Stevens World War 2 Footage                                       | 1943-46       | 2008             |
| Gerald McBoing-Boing                                                     | 1951          | 1995             |
| Gertie the Dinosaur                                                      | 1914          | 1991             |
| Giant                                                                    | 1956          | 2005             |
| Gigi                                                                     | 1958          | 1991             |
| Glimpse of the Garden                                                    | 1957          | 2007             |
| Godfather, The                                                           | 1972          | 1990             |
| Godfather Part II, The                                                   | 1974          | 1993             |
| Going My Way                                                             | 1944          | 2004             |
| Gold Diggers of 1933                                                     | 1933          | 2003             |
| Gold Rush, The                                                           | 1925          | 1992             |
| Gone with the Wind                                                       | 1939          | 1989             |
| Goodfellas                                                               | 1990          | 2000             |
| Graduate, The                                                            | 1967          | 1996             |
| Grand Hotel                                                              | 1932          | 2007             |
| Grapes of Wrath, The                                                     | 1940          | 1989             |
| Grass                                                                    | 1925          | 1997             |
| Great Dictator, The                                                      | 1940          | 1997             |
| Great Train Robbery, The                                                 | 1903          | 1990             |
| Greed                                                                    | 1924          | 1991             |
| Grey Gardens                                                             | 1976          | 2010             |
| Groundhog Day                                                            | 1993          | 2006             |
| Growing Up Female                                                        | 1971          | 2011             |
| Gun Crazy                                                                | 1949          | 1998             |
| Gunga Din                                                                | 1939          | 1999             |
| H2O                                                                      | 1929          | 2005             |
| Hallelujah                                                               | 1929          | 2008             |
| Halloween                                                                | 1978          | 2006             |
| Hands Up!                                                                | 1926          | 2005             |
| Harlan County, USA                                                       | 1976          | 1990             |
| Harold and Maude                                                         | 1972          | 1997             |
| Heiress, The                                                             | 1949          | 1996             |
| Hell's Hinges                                                            | 1916          | 1994             |
| Heroes All                                                               | 1920          | 2009             |
| Hester Street                                                            | 1975          | 2011             |
| High Noon                                                                | 1952          | 1989             |
| High School                                                              | 1969          | 1991             |
| Hindenburg Disaster Newsreel Footage                                     | 1937          | 1997             |
| His Girl Friday                                                          | 1940          | 1993             |
| Hitch-Hiker, The                                                         | 1953          | 1998             |
| Hoop Dreams                                                              | 1994          | 2005             |
| Hoosiers                                                                 | 1986          | 2001             |
| Hospital                                                                 | 1970          | 1994             |
| Hospital, The                                                            | 1971          | 1995             |
| Hot Dogs for Gauguin                                                     | 1972          | 2009             |
| Hours for Jerome: Parts 1 and 2                                          | 1980-82       | 2012             |
| House I Live In, The                                                     | 1945          | 2007             |
| House in the Middle, The                                                 | 1954          | 2001             |
| House of Usher                                                           | 1960          | 2005             |
| How Green Was My Valley                                                  | 1941          | 1990             |
| How the West Was Won                                                     | 1962          | 1997             |
| Hunters, The                                                             | 1957          | 2003             |
| Hustler, The                                                             | 1961          | 1997             |
| I Am a Fugitive from a Chain Gang                                        | 1932          | 1991             |
| I Am Joaquin                                                             | 1969          | 2010             |
| I, An Actress                                                            | 1977          | 2011             |
| Imitation of Life                                                        | 1934          | 2005             |
| Immigrant, The                                                           | 1917          | 1998             |
| In a Lonely Place                                                        | 1950          | 2007             |
| In Cold Blood                                                            | 1967          | 2008             |
| Incredible Shrinking Man, The                                            | 1957          | 2009             |
| In the Heat of the Night                                                 | 1967          | 2002             |
| In the Land of the Head Hunters (ook wel: In the Land of the War Canoes) | 1914          | 1999             |
| In the Street                                                            | 1948          | 2006             |
| Into the Arms of Strangers: Stories of the Kindertransport               | 2000          | 2014             |
| Intolerance                                                              | 1916          | 1989             |
| Invasion of the Body Snatchers                                           | 1956          | 1994             |
| Invisible Man, The                                                       | 1933          | 2008             |
| Iron Horse, The                                                          | 1924          | 2011             |
| It                                                                       | 1927          | 2001             |
| It Happened One Night                                                    | 1934          | 1993             |
| It's a Gift                                                              | 1934          | 2010             |
| It's a Wonderful Life                                                    | 1946          | 1990             |
| Italian, The                                                             | 1915          | 1991             |
| Jailhouse Rock                                                           | 1957          | 2004             |
| Jam Session                                                              | 1942          | 2001             |
| Jeffries-Johnson World's Championship Boxing Contest                     | 1910          | 2005             |
| Jezebel                                                                  | 1938          | 2009             |
| Jammin' the Blues                                                        | 1944          | 1995             |
| Jaws                                                                     | 1975          | 2001             |
| Jazz on a Summer's Day                                                   | 1959          | 1999             |
| Jazz Singer, The                                                         | 1927          | 1996             |
| Johnny Guitar                                                            | 1954          | 2008             |
| Jungle, The                                                              | 1967          | 2009             |
| Kannapolis, NC                                                           | 1941          | 2004             |
| Kid, The                                                                 | 1921          | 2011             |
| Kidnappers Foil, The                                                     | 1937          | 2012             |
| Killer of Sheep                                                          | 1977          | 1990             |
| Killers, The                                                             | 1946          | 2008             |
| King: A Filmed Record... Montgomery to Memphis                           | 1970          | 1999             |
| King Kong                                                                | 1933          | 1991             |
| Kiss, The                                                                | 1896          | 1999             |
| Kiss Me Deadly                                                           | 1955          | 1999             |
| Knute Rockne, All American                                               | 1940          | 1997             |
| Kodachrome Color Motion Picture Tests                                    | 1922          | 2012             |
| Koyaanisqatsi                                                            | 1983          | 2000             |
| La Bamba                                                                 | 1987          | 2017             |
| Lady Eve, The                                                            | 1941          | 1994             |
| Lady Helen's Escapade                                                    | 1909          | 2004             |
| Lady Windermere's Fan                                                    | 1925          | 2002             |
| Lambchops                                                                | 1929          | 1999             |
| Land Beyond the Sunset                                                   | 1912          | 2000             |
| Lassie Come Home                                                         | 1943          | 1993             |
| Last Command, The                                                        | 1928          | 2006             |
| Last of the Mohicans, The                                                | 1920          | 1995             |
| Last Picture Show, The                                                   | 1971          | 1998             |
| Laura                                                                    | 1944          | 1999             |
| Lawrence of Arabia                                                       | 1962          | 1991             |
| Lead Shoes, The                                                          | 1949          | 2009             |
| League of Their Own, A                                                   | 1992          | 2012             |
| Learning Tree, The                                                       | 1969          | 1989             |
| Let's All Go to the Lobby                                                | 1957          | 2000             |
| Letter from an Unknown Woman                                             | 1948          | 1992             |
| Let There Be Light                                                       | 1946          | 2010             |
| Life and Death of 9413: a Hollywood Extra, The                           | 1927          | 1997             |
| Life and Times of Rosie the Riveter, The                                 | 1980          | 1996             |
| Life of Emile Zola, The                                                  | 1937          | 2000             |
| Little Caesar                                                            | 1930          | 2000             |
| Little Nemo                                                              | 1911          | 2009             |
| Little Fugitive                                                          | 1953          | 1997             |
| Little Miss Marker                                                       | 1934          | 1998             |
| Living Desert, The                                                       | 1953          | 2000             |
| Lonesome                                                                 | 1928          | 2010             |
| Lost Weekend, The                                                        | 1944          | 2011             |
| Lost World, The                                                          | 1925          | 1998             |
| Louisiana Story                                                          | 1948          | 1994             |
| Love Finds Andy Hardy                                                    | 1938          | 2000             |
| Love Me Tonight                                                          | 1932          | 1990             |
| MASH                                                                     | 1970          | 1996             |
| Mabel's Blunder                                                          | 1914          | 2009             |
| Magical Maestro                                                          | 1952          | 1993             |
| Magnificent Ambersons, The                                               | 1942          | 1991             |
| Make Way for Tomorrow                                                    | 1937          | 2010             |
| Making of an American, The                                               | 1920          | 2005             |
| Malcolm X                                                                | 1992          | 2010             |
| Maltese Falcon, The                                                      | 1941          | 1989             |
| Man Who Shot Liberty Valance, The                                        | 1962          | 2007             |
| Manchurian Candidate, The                                                | 1962          | 1994             |
| Manhatta                                                                 | 1921          | 1995             |
| Manhattan                                                                | 1979          | 2001             |
| March of Time: Inside Nazi Germany                                       | 1938          | 1993             |
| March, The                                                               | 1964          | 2008             |
| Marian Anderson: The Lincoln Memorial Concert                            | 1939          | 2001             |
| Mark of Zorro, The                                                       | 1940          | 2009             |
| Marty                                                                    | 1955          | 1994             |
| Master Hands                                                             | 1936          | 1999             |
| Matrimony's Speed Limit                                                  | 1913          | 2003             |
| Matrix, The                                                              | 1999          | 2012             |
| McCabe & Mrs. Miller                                                     | 1971          | 2010             |
| Mean Streets                                                             | 1973          | 1997             |
| Medium Cool                                                              | 1969          | 2003             |
| Meet Me in St. Louis                                                     | 1944          | 1994             |
| Melody Ranch                                                             | 1940          | 2002             |
| Memphis Belle, The                                                       | 1944          | 2001             |
| Meshes of the Afternoon                                                  | 1943          | 1990             |
| Middleton Family at the New York World's Fair, The                       | 1939          | 2012             |
| Midnight Cowboy                                                          | 1969          | 1994             |
| Mighty Like a Moose                                                      | 1926          | 2007             |
| Mildred Pierce                                                           | 1945          | 1996             |
| Miracle of Morgan's Creek, The                                           | 1944          | 2001             |
| Miracle on 34th Street                                                   | 1947          | 2005             |
| Miss Lulu Bett                                                           | 1922          | 2001             |
| Modern Times                                                             | 1936          | 1989             |
| Modesta                                                                  | 1956          | 1998             |
| Mom and Dad                                                              | 1944          | 2005             |
| Morocco                                                                  | 1930          | 1992             |
| Motion Painting No. 1                                                    | 1947          | 1997             |
| Movie, A                                                                 | 1958          | 1994             |
| Mr. Smith Goes to Washington                                             | 1939          | 1989             |
| Mrs. Miniver                                                             | 1942          | 2009             |
| Multiple Sidosis                                                         | 1970          | 2000             |
| Muppet Movie, The                                                        | 1979          | 2009             |
| Music Box, The                                                           | 1932          | 1997             |
| Music Man, The                                                           | 1962          | 2005             |
| My Darling Clementine                                                    | 1946          | 1991             |
| My Man Godfrey                                                           | 1936          | 1999             |
| Naked City, The                                                          | 1948          | 2007             |
| Naked Spur, The                                                          | 1953          | 1997             |
| Nanook of the North                                                      | 1922          | 1989             |
| Nashville                                                                | 1975          | 1992             |
| Animal House                                                             | 1978          | 2001             |
| National Velvet                                                          | 1944          | 2003             |
| Naughty Marietta                                                         | 1935          | 2003             |
| Negro Soldier, The                                                       | 1944          | 2011             |
| Network                                                                  | 1976          | 2000             |
| Newark Athlete                                                           | 1891          | 2010             |
| Nicholas Brothers Home Movies                                            | 1930's & 40's | 2011             |
| Night at the Opera, A                                                    | 1935          | 1993             |
| Night of the Hunter, The                                                 | 1955          | 1992             |
| Night of the Living Dead                                                 | 1968          | 1999             |
| Ninotchka                                                                | 1939          | 1990             |
| No Lies                                                                  | 1974          | 2008             |
| Norma Rae                                                                | 1979          | 2011             |
| North by Northwest                                                       | 1959          | 1995             |
| Nostalgia                                                                | 1971          | 2003             |
| Nothing But a Man                                                        | 1964          | 1993             |
| Notorious                                                                | 1946          | 2006             |
| Now, Voyager                                                             | 1942          | 2007             |
| Nutty Professor, The                                                     | 1963          | 2004             |
| OffOn                                                                    | 1968          | 2004             |
| Oklahoma!                                                                | 1955          | 2007             |
| On the Bowery                                                            | 1957          | 2008             |
| On the Waterfront                                                        | 1954          | 1989             |
| Once Upon a Time in the West                                             | 1968          | 2009             |
| One Flew Over the Cuckoo's Nest                                          | 1975          | 1993             |
| One Froggy Evening                                                       | 1956          | 2003             |
| One Week                                                                 | 1920          | 2008             |
| One Survivor Remembers                                                   | 1995          | 2012             |
| Our Lady of the Sphere                                                   | 1969          | 2010             |
| Out of the Past                                                          | 1947          | 1991             |
| Ox-Bow Incident, The                                                     | 1943          | 1998             |
| Our Day                                                                  | 1938          | 2007             |
| Outlaw Josey Wales, The                                                  | 1976          | 1996             |
| Parable                                                                  | 1964          | 2012             |
| Pass the Gravy                                                           | 1928          | 1998             |
| Paths of Glory                                                           | 1957          | 1992             |
| Patton                                                                   | 1970          | 2003             |
| Pawnbroker, The                                                          | 1965          | 2008             |
| Pearl, The                                                               | 1948          | 2002             |
| Peege                                                                    | 1972          | 2007             |
| Perils of Pauline, The                                                   | 1914          | 2008             |
| Peter Pan                                                                | 1924          | 2000             |
| Phantom of the Opera, The                                                | 1925          | 1998             |
| Philadelphia Story, The                                                  | 1940          | 1995             |
| Pillow Talk                                                              | 1959          | 2009             |
| Pink Panther, The                                                        | 1963          | 2010             |
| Pinocchio                                                                | 1940          | 1994             |
| Place in the Sun, A                                                      | 1951          | 1991             |
| Planet of the Apes                                                       | 1968          | 2001             |
| Plow That Broke the Plains, The                                          | 1936          | 1999             |
| Point of Order                                                           | 1964          | 1993             |
| Poor Little Rich Girl, The                                               | 1917          | 1991             |
| Popeye the Sailor Meets Sinbad the Sailor                                | 1936          | 2004             |
| Porgy and Bess                                                           | 1959          | 2011             |
| Porky in Wackyland                                                       | 1938          | 2000             |
| Power of the Press, The                                                  | 1928          | 2005             |
| Powers of Ten                                                            | 1978          | 1998             |
| Precious Images                                                          | 1986          | 2009             |
| Preservation of the Sign Language                                        | 1913          | 2010             |
| Primary                                                                  | 1960          | 1990             |
| Princess Nicotine; or, The Smoke Fairy                                   | 1909          | 2003             |
| Prisoner of Zenda, The                                                   | 1937          | 1991             |
| Producers, The                                                           | 1968          | 1996             |
| Psycho                                                                   | 1960          | 1992             |
| Public Enemy, The                                                        | 1931          | 1998             |
| Pull My Daisy                                                            | 1959          | 1996             |
| Punch Drunks                                                             | 1934          | 2002             |
| Pups is Pups                                                             | 1930          | 2004             |
| Quasi at the Quackadero                                                  | 1975          | 2009             |
| Raging Bull                                                              | 1980          | 1990             |
| Raiders of the Lost Ark                                                  | 1981          | 1999             |
| Raisin in the Sun, A                                                     | 1961          | 2005             |
| Rear Window                                                              | 1954          | 1997             |
| Rebel Without a Cause                                                    | 1955          | 1990             |
| Red Book, The                                                            | 1994          | 2009             |
| Red Dust                                                                 | 1932          | 2006             |
| Red River                                                                | 1948          | 1990             |
| Regeneration                                                             | 1915          | 2000             |
| Reminiscences of a Journey to Lithuania                                  | 1971-72       | 2006             |
| Republic Steel Strike Riot Newsreel Footage                              | 1937          | 1997             |
| Return of the Secaucus 7                                                 | 1980          | 1997             |
| Revenge of Pancho Villa, The                                             | 1930-36       | 2009             |
| Ride the High Country                                                    | 1962          | 1992             |
| Rip Van Winkle                                                           | 1896          | 1995             |
| River, The                                                               | 1937          | 1990             |
| Road to Morocco                                                          | 1942          | 1996             |
| Rocky                                                                    | 1976          | 2006             |
| Rocky Horror Picture Show, The                                           | 1975          | 2005             |
| Roman Holiday                                                            | 1953          | 1999             |
| Rose Hobart                                                              | 1936          | 2001             |
| Sabrina                                                                  | 1954          | 2002             |
| Safety Last!                                                             | 1923          | 1994             |
| Salesman                                                                 | 1969          | 1992             |
| Salomé                                                                   | 1923          | 2000             |
| Salt of the Earth                                                        | 1954          | 1992             |
| Samsara: Death and Rebirth in Cambodia                                   | 1990          | 2012             |
| Saturday Night Fever                                                     | 1977          | 2010             |
| Scarface                                                                 | 1932          | 1994             |
| Schindler's List                                                         | 1993          | 2004             |
| Scratch and Crow                                                         | 1995          | 2009             |
| Searchers, The                                                           | 1956          | 1989             |
| Serene Velocity                                                          | 1970          | 2001             |
| Sergeant York                                                            | 1941          | 2008             |
| Seven Brides for Seven Brothers                                          | 1954          | 2004             |
| 7th Heaven                                                               | 1927          | 1995             |
| sex, lies, and videotape                                                 | 1989          | 2006             |
| Sex Life of the Polyp, The                                               | 1928          | 2007             |
| Shadow of a Doubt                                                        | 1943          | 1991             |
| Shadows                                                                  | 1959          | 1993             |
| Shaft                                                                    | 1971          | 2000             |
| Shane                                                                    | 1953          | 1993             |
| She Done Him Wrong                                                       | 1933          | 1996             |
| Sherlock Jr.                                                             | 1924          | 1991             |
| Sherman's March                                                          | 1986          | 2000             |
| Shock Corridor                                                           | 1963          | 1996             |
| Shop Around the Corner, The                                              | 1940          | 1999             |
| Show Boat                                                                | 1936          | 1996             |
| Show People                                                              | 1928          | 2003             |
| Siege                                                                    | 1940          | 2006             |
| Silence of the Lambs, The                                                | 1991          | 2011             |
| Singin' in the Rain                                                      | 1952          | 1989             |
| Sky High                                                                 | 1922          | 1998             |
| Slacker                                                                  | 1991          | 2012             |
| Snow White                                                               | 1933          | 1994             |
| Snow White and the Seven Dwarfs                                          | 1937          | 1989             |
| Some Like It Hot                                                         | 1959          | 1989             |
| Son of the Sheik, The                                                    | 1926          | 2003             |
| Sons of the Desert                                                       | 1933          | 2012             |
| Sound of Music, The                                                      | 1965          | 2001             |
| So's Your Old Man                                                        | 1926          | 2008             |
| Spook Who Sat by the Door, The                                           | 1973          | 2012             |
| Stagecoach                                                               | 1939          | 1995             |
| Stand and Deliver                                                        | 1988          | 2011             |
| Star Is Born, A                                                          | 1954          | 2000             |
| Star Wars: Episode IV: A New Hope                                        | 1977          | 1989             |
| Star Wars: Episode V: The Empire Strikes Back                            | 1980          | 2010             |
| Stark Love                                                               | 1927          | 2009             |
| Steamboat Willie                                                         | 1928          | 1998             |
| Sting, The                                                               | 1973          | 2005             |
| Stormy Weather                                                           | 1943          | 2001             |
| The Story of G.I. Joe                                                    | 1945          | 2009             |
| Stranger Than Paradise                                                   | 1984          | 2002             |
| Streetcar Named Desire, A                                                | 1951          | 1999             |
| Strong Man, The                                                          | 1926          | 2007             |
| Study in Reds, A                                                         | 1932          | 2009             |
| Study of a River                                                         | 1996          | 2010             |
| St. Louis Blues                                                          | 1929          | 2006             |
| Sullivan's Travels                                                       | 1941          | 1990             |
| Sunrise: A Song of Two Humans                                            | 1927          | 1989             |
| Sunset Boulevard                                                         | 1950          | 1989             |
| Sweet Smell of Success                                                   | 1957          | 1993             |
| Swing Time                                                               | 1936          | 2004             |
| T.A.M.I. Show, The                                                       | 1964          | 2006             |
| Tabu: A Story of the South Seas                                          | 1931          | 1994             |
| Tacoma Narrows Bridge Collapse                                           | 1940          | 1998             |
| Tall T, The                                                              | 1957          | 2000             |
| Tarantella                                                               | 1940          | 2010             |
| Tarzan and His Mate                                                      | 1934          | 2003             |
| Taxi Driver                                                              | 1976          | 1994             |
| Tell-Tale Heart, The                                                     | 1953          | 2001             |
| Ten Commandments, The                                                    | 1956          | 1999             |
| Terminator, The                                                          | 1984          | 2008             |
| Tess of the Storm Country                                                | 1914          | 2006             |
| Tevye                                                                    | 1939          | 1991             |
| Theodore Case Sound Test: Gus Visser and his Singing Duck                | 1925          | 2002             |
| There It Is                                                              | 1928          | 2004             |
| They Call It Pro Football                                                | 1967          | 2012             |
| Thief of Bagdad, The                                                     | 1924          | 1996             |
| Thin Blue Line, The                                                      | 1988          | 2001             |
| Thin Man, The                                                            | 1934          | 1997             |
| Thing from Another World, The                                            | 1951          | 2001             |
| Think of Me First as a Person                                            | 1960-75       | 2006             |
| This is Cinerama                                                         | 1952          | 2002             |
| This Is Spinal Tap                                                       | 1984          | 2002             |
| Three Little Pigs                                                        | 1933          | 2007             |
| Thriller                                                                 | 1983          | 2009             |
| Through Navajo Eyes                                                      | 1966          | 2002             |
| Time for Burning, A                                                      | 1966          | 2005             |
| Time Out of War, A                                                       | 1954          | 2006             |
| Times of Harvey Milk, The                                                | 1984          | 2012             |
| Tin Toy                                                                  | 1988          | 2003             |
| To Be or Not to Be                                                       | 1942          | 1996             |
| To Fly!                                                                  | 1976          | 1995             |
| To Kill a Mockingbird                                                    | 1962          | 1995             |
| Tol'able David                                                           | 1921          | 2007             |
| Tom, Tom the Piper's Son                                                 | 1969-71       | 2007             |
| Tootsie                                                                  | 1982          | 1998             |
| Top Hat                                                                  | 1935          | 1990             |
| Topaz (amateurbeelden van een Japans-Amerikaans concentratiekamp)        | 1943–45       | 1996             |
| Touch of Evil                                                            | 1958          | 1993             |
| Toy Story                                                                | 1995          | 2005             |
| Traffic in Souls                                                         | 1913          | 2006             |
| Trance and Dance in Bali                                                 | 1936–39       | 1999             |
| Treasure of the Sierra Madre, The                                        | 1948          | 1990             |
| Tree Grows in Brooklyn, A                                                | 1945          | 2010             |
| Trip Down Market Street, A                                               | 1906          | 2010             |
| Trouble in Paradise                                                      | 1932          | 1991             |
| Tulips Shall Grow                                                        | 1942          | 1997             |
| Twelve O'Clock High                                                      | 1949          | 1998             |
| Twentieth Century                                                        | 1934          | 2011             |
| Two-Lane Blacktop                                                        | 1971          | 2012             |
| Uncle Tom's Cabin                                                        | 1914          | 2012             |
| Under Western Stars                                                      | 1938          | 2009             |
| Unforgiven                                                               | 1992          | 2004             |
| Verbena Tragica                                                          | 1939          | 1996             |
| Vertigo                                                                  | 1958          | 1989             |
| War of the Worlds, The                                                   | 1953          | 2011             |
| Water and Power                                                          | 1989          | 2008             |
| Wedding March, The                                                       | 1928          | 2003             |
| West Side Story                                                          | 1961          | 1997             |
| Westinghouse Works, 1904                                                 | 1904          | 1998             |
| What's Opera, Doc?                                                       | 1957          | 1992             |
| Where Are My Children?                                                   | 1916          | 1993             |
| White Fawn's Devotion                                                    | 1910          | 2008             |
| White Heat                                                               | 1949          | 2003             |
| Why Man Creates                                                          | 1968          | 2002             |
| Why We Fight (serie)                                                     | 1943–45       | 2000             |
| Wild and Woolly                                                          | 1917          | 2002             |
| Wild Bunch, The                                                          | 1969          | 1999             |
| Wild River                                                               | 1960          | 2002             |
| William McKinley Inauguration Footage                                    | 1901          | 2000             |
| Will Success Spoil Rock Hunter?                                          | 1957          | 2000             |
| Wind, The                                                                | 1928          | 1993             |
| Wings                                                                    | 1927          | 1997             |
| Wishing Ring: An Idyll of Old England, The                               | 1914          | 2012             |
| Within Our Gates                                                         | 1920          | 1992             |
| Wizard of Oz, The                                                        | 1939          | 1989             |
| Women, The                                                               | 1939          | 2007             |
| Woman of the Year                                                        | 1942          | 1999             |
| Woman Under the Influence, A                                             | 1974          | 1990             |
| Woodstock                                                                | 1970          | 1996             |
| Wuthering Heights                                                        | 1939          | 2007             |
| Yankee Doodle Dandy                                                      | 1942          | 1993             |
| Young Frankenstein                                                       | 1974          | 2003             |
| Young Mr. Lincoln                                                        | 1939          | 2003             |
| Zapruderfilm (amateurbeelden van de moord op president Kennedy)          | 1963          | 1994             |